# Paisa (Colombia)
Paisa es una denominación socio antropológica para referirse a los habitantes de las regiones colombianas de gran parte de Antioquia, Caldas, Risaralda, Quindío, noroccidente del Tolima y el Oriente y Norte del Valle del Cauca.
Antioquia y Caldas conformaron una unidad histórica y administrativa definida hasta 1905, cuando tuvo lugar la creación del departamento de Caldas y, posteriormente, en 1966, de los otros dos departamentos del Eje cafetero: Risaralda y Quindío, todo lo cual terminó dividiendo a la región paisa original.

## Etimología
Si bien la palabra paisa es apócope de paisano, en Colombia define claramente a uno de sus grupos subculturales. Lingüísticamente, el término describe un tipo de lenguaje y entonación típica de los departamentos de Antioquia, Caldas, Risaralda y Quindío, y socioculturalmente hace referencia a las costumbres distintivas de Antioquia, Caldas, Quindío, Risaralda, norte y oriente del Valle del Cauca y noroccidente del Tolima.
El paisa, dentro del contexto cultural nacional, forma parte de la identidad de Colombia junto a los otros grupos humanos regionales, los que en conjunto le dan al país una rica variedad de manifestaciones y formas de ser. La región paisa es un término local colombiano que define en términos geográficos esta subcultura nacional.

## Historia
La región fue conquistada por Jorge Robledo. Su primer gobernador español fue Gaspar de Rodas. Sus primeros pobladores españoles  procedían principalmente de Extremadura. La primera capital fue Santa Fe de Antioquia, destruida varias veces por los antiguos pobladores Nutabes y sus aliados Catíos, especialmente los comandados por el cacique Toné. Se estableció la provincia de Antioquia, la cual no destacó por ser políticamente relevante en la era virreinal, aunque su minería solía destacar en el ámbito económico.
El 2 de marzo de 1616, nace la Villa de San Lorenzo del Poblado en el suelo del valle de Aburrá, fundada por el visitador español Francisco de Herrera Campuzano; esta se convertiría posteriormente en 1675 en la Villa de Nuestra Señora de la Candelaria de Medellín y luego en Medellín. Posteriormente en 1826, Medellín es proclamada como la nueva capital de la provincia Antioquia en reemplazo de Santa Fe de Antioquia.
A partir de la independencia, Antioquia empezó a recibir inmigrantes de varias naciones europeas, muchos de ellos empleados en las compañías mineras extranjeras, buena parte de las cuales se encontraban en este departamento. Una gran parte de los inmigrantes europeos y norteamericanos asentados durante el siglo XIX y principios del XX estaban asociados a este sector minero. Durante el siglo XX se produjo un aumento  en el número de inmigrantes extranjeros. En cuanto a la procedencia, en el censo de 1918 se contabilizaban principalmente españoles, franceses, estadounidenses, alemanes e ingleses. La abrupta geografía andina hizo que la región estuviera aislada del resto del país hasta bien entrado el siglo XX, circunstancia que pronto cambiaría al agregarse a la actividad agraria y minera, un rápido desarrollo industrial, que llevaron a ser de la región una de las más desarrolladas económicamente del país.
Un hecho importante en la definición del territorio paisa fue la así llamada colonización antioqueña, que inicia a mediados del siglo XIX. A partir de esta época, varias familias antioqueñas colonizan las montañas circundantes, sobre todo hacia el sur, creando plantaciones (destacando el café) y fundando ciudades, en territorios deshabitados selváticos que estuvieron antes bajo las jurisdicciones de Mariquita o Popayán.
En 1849, Manizales fue fundada cerca del Nevado del Ruiz. Esta es la segunda ciudad paisa y la más conservadora. Posteriormente en 1863 sería fundada Pereira que por su posición estratégica y alto flujo de comercio, pronto se convertiría en el corazón y mayor centro urbano de lo que hoy se conoce como Viejo Caldas. Por último en 1889 se fundaría Armenia, que junto con las demás ciudades del hoy denominado Eje Cafetero, fueron fundadas por paisas quienes incorporaron esas tierras al Estado Soberano de Antioquia, creado en 1863 dentro de los Estados Unidos de Colombia.
A principios del siglo XX, siendo Antioquia un departamento dentro de la república unitaria de Colombia, los territorios antes pertenecientes a Popayán y Mariquita formaron el departamento de Caldas el cual a su vez se fraccionó en Quindío y Risaralda, formando, junto con Antioquia, los cuatro departamentos de la "región paisa".

## Territorio
La región y la cultura paisa no coinciden necesariamente con los límites de los departamentos: por ejemplo, la zona de Urabá, en el mar Caribe, que pertenece al departamento de Antioquia, está articulada a los vecinos departamentos de Chocó y Córdoba, que tienen manifestaciones culturales distintas. La zona del Magdalena Medio, parte de la cual pertenece a los departamentos de Antioquia y Caldas, posee rasgos culturales similares a otras zonas del Magdalena Medio tolimense, cundinamarqués-boyacense, llamado comúnmente «cundiboyacense» y santandereano. Por otro lado, las zonas norte y oriente del departamento del Valle del Cauca y noroccidente del departamento del Tolima son culturalmente paisas.
Ciudades capitales

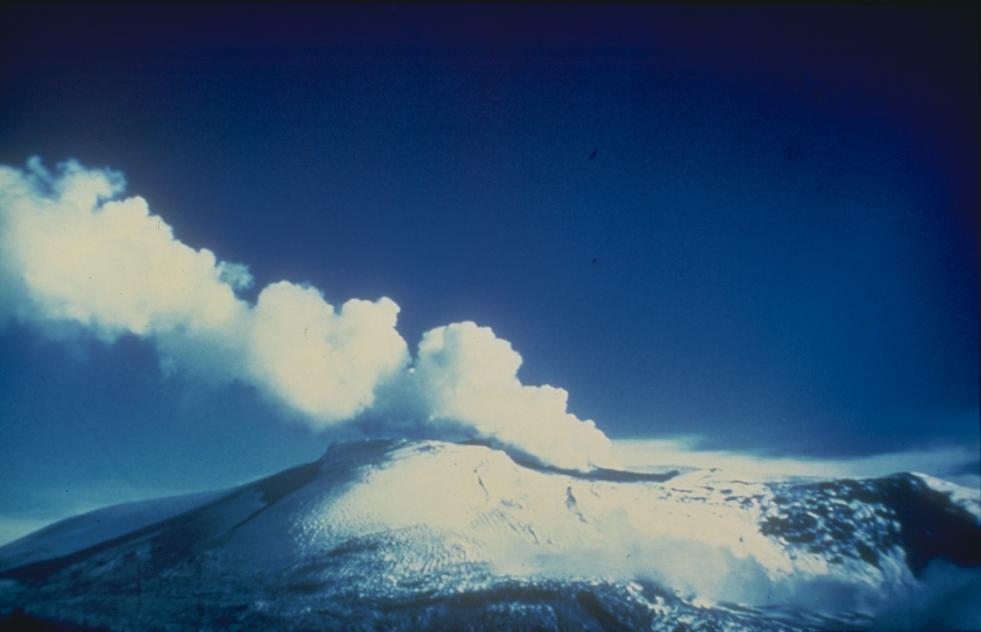
Nevado del Ruiz, en el Parque nacional natural Los Nevados.

- Medellín: capital del departamento de Antioquia. apodada «Ciudad de la Eterna Primavera» y «Capital paisa»

Altitud: 1495 m s. n. m.,
Población: 2 529 403 hab
- Manizales: capital del departamento de Caldas. apodada «Ciudad de las Puertas Abiertas»

Altitud: 2150 m s. n. m.
Población: 458 442 hab
- Pereira: capital del departamento de Risaralda. apodada «La Querendona, Trasnochadora y Morena»

Altitud: 1411 m s. n. m.
Población: 476 660 hab
- Armenia: capital del departamento del Quindío. apodada «Ciudad Milagro»

Altitud: 1551 m s. n. m.
Población: 301 226 hab

## Demografía
El territorio paisa estaba poblado en la época precolombina por pueblos indígenas de las tribus Catíos, Nutabes, Tahamíes y Quimbayas. Los Catíos, Nutabes y Tahamíes, junto con otras tribus afines de variados nombres, constituían la gran mayoría indígena del territorio y pertenecían a una familia lingüística mayor, denominada genéricamante por los antropólogos como Caribe. Los Quimbayas constituían una familia diferente.
El amor a la libertad y al orgullo propio de estas etnias Caribes, quizá, hizo que muchos de estos aborígenes prefirieran darse muerte antes que caer en las manos de los conquistadores europeos. Debido a la migración española hacia América, (que en principio no era de familias ni hijos europeos, sino de pura soldadesca), tuvo como consecuencia el inicio del mestizaje.
Durante la época de la independencia la composición homogénea de estos grupos indígenas se había transformado, dando paso a personas con una constitución heterogénea de blancos, mulatos, mestizos, indios y negros (lo que las estadísticas distinguen como “sin pertenencia étnica”); pero el aumento de la población había sido ninguno.

### Composición étnica
Según el censo de 1851, el 42.2% de población de la provincia de Antioquia (que entonces incluía al actual departamento de Caldas) era mestiza, el 29.5% mulata, el 20.5% blanca, el 3.7% negra, el 2.9% indígena y el 1.2% zamba (mezcla de indígena y negro).
Para Tomás Cipriano de Mosquera, en 1852 la población de la misma provincia estaba compuesta en un 53.1% por mestizos, un 18.5% por mulatos, un 17.1% por blancos, un 5.3% por negros, un 4.1% por indígenas (2.4% 'civilizados' y 1.7% 'salvajes'), un 1.4% por cuarterones (mezcla de blanco y mestizo) y un 0.5% por zambos.
En el censo de 1912, el 45.0% de los habitantes de Antioquia se autoidentificaron como mezcla de razas, 34.5% como blancos, 18.3% como negros y 2.2% como indígenas. En el departamento de Caldas (que también incluía a Quindío y Risaralda), el 55.8% se auto identificó como mezcla de razas, el 36.9% como blancos, el 5.0% como negros y el 2.3% como indígenas.
De acuerdo al censo de 2005, la composición étnica de los departamentos paisas era la siguiente:
| Departamento         | Indígenas | %    | Rom | %    | Afrocolombianos | %     | Sin pertenencia étnica | %     |
| -------------------- | --------- | ---- | --- | ---- | --------------- | ----- | ---------------------- | ----- |
| Antioquia            | 28 914    | 0.53 | 75  | 0.0  | 593 726         | 10.88 | 4 836 203              | 88.59 |
| Caldas               | 38 271    | 4.3  | 0   | 0.0  | 22 659          | 2.54  | 830 114                | 93.16 |
| Quindío              | 2 145     | 0.41 | 37  | 0.01 | 12 744          | 2.46  | 502 852                | 97.12 |
| Risaralda            | 24 810    | 2.9  | 1   | 0.0  | 43 562          | 5.09  | 787 275                | 92.01 |
| Departamentos paisas | 94 140    | 1.24 | 113 | 0.0  | 672 691         | 8.7   | 6 956 444              | 90.06 |

Los departamentos paisas concentran el 6.76%, 2.32% y 15.61% de la población indígena, gitana y negra del país, respectivamente.
La mayor parte de la población afrodescendiente vive en la región del Urabá antioqueño, siendo mayoría en cuatro municipios: Vigía del Fuerte (91.4% de la población), San Juan de Urabá (86.5%), Turbo (81.4%) y Necoclí (59.0%).
En 2005 el departamento de Quindío no poseía ningún resguardo indígena en su territorio, Antioquia tenía 42 (pueblos emberá, emberá chamí, emberá katío, zenú y tune), Caldas 6 (cañamomo, emberá, emberá chamí, emberá katío) y Risaralda 5 (emberá, emberá chamí).
Ningún municipio de la región tiene mayoría indígena, sin embargo, los indígenas representan una parte importante de la población en el municipio antioqueño de Murindó (42.5%) y en la región del Pacífico risaraldense, en los municipios de Pueblo Rico (36.1%) y Mistrató (28.0%).
Los principales kumpanias gitanos de la región se encuentran en las ciudades de Armenia y Envigado (Antioquia).

### Composición genética
Numerosos estudios han indagado la composición genética de los paisas. Según estas investigaciones, los habitantes de Antioquia y el Eje Cafetero descienden de la mezcla de elementos europeos, indígenas y africanos, con un claro predominio de los primeros.
| Población                   | Número de individuos estudiados | Aporte europeo | Aporte africano | Aporte amerindio | Estudio | Año  |
| --------------------------- | ------------------------------- | -------------- | --------------- | ---------------- | --- | ---- |
| Región Paisa                | 4 423                           | 64%-71%        | 11,7%           | 17%-24%          | Estructura genética de la población colombiana (Yunis et al.)                                                                                 | 1993 |
| Región Paisa                | 59                              | 66,91%         | 7,87%           | 25,22%           | Outlining the Ancestry Landscape of Colombian Admixed Populations (Ossa et al.)                                                               | 2016 |
| Antioquia                   | 2 384                           | 65%-73%        | 14,5%           | 14%-20%          | Estructura genética de la población colombiana (Yunis et al.)                                                                                 | 1993 |
| Antioquia                   | 80                              | 79%            | 6%              | 16%              | Admixture dynamics in Hispanics: A shift in the nuclear genetic ancestry of a South American population isolate (Bedoya et al.)               | 2006 |
| Antioquia (Afrocolombianos) | 64                              | 0%             | 89%             | 11%              | Genetic admixture estimates by Alu elements in Afro-Colombian and Mestizo populations from Antioquia, Colombia (Gómez Pérez et al.)           | 2010 |
| Antioquia (Mestizos)        | 34                              | 64%            | 17%             | 19%              | Genetic admixture estimates by Alu elements in Afro-Colombian and Mestizo populations from Antioquia, Colombia (Gómez Pérez et al.)           | 2010 |
| Antioquia                   | 25                              | 46%            | 20%             | 34%              | Comparison of the genetic background of different Colombian populations using the SNPforID 52plex identification panel (Ibarra et al.)        | 2014 |
| Antioquia                   | -                               | 45%            | 12%             | 44%              | Admixture in the Americas: Regional and National Differences (Fuerst et al.)                                                                  | 2016 |
| Eje cafetero                | 66                              | 45%            | 20%             | 35%              | Comparison of the genetic background of different Colombian populations using the SNPforID 52plex identification panel (Ibarra et al.)        | 2014 |
| Viejo Caldas                | 2 039                           | 65%-73%        | 8,8%            | 19%-26%          | Estructura genética de la población colombiana (Yunis et al.)                                                                                 | 1993 |
| Caldas                      | -                               | 46%            | 7%              | 47%              | Admixture in the Americas: Regional and National Differences (Fuerst et al.)                                                                  | 2016 |
| Risaralda                   | -                               | 46%            | 9%              | 47%              | Admixture in the Americas: Regional and National Differences (Fuerst et al.)                                                                  | 2016 |
| Quindío                     | -                               | 47%            | 7%              | 46%              | Admixture in the Americas: Regional and National Differences (Fuerst et al.)                                                                  | 2016 |
| Medellín                    | 20                              | 66%            | 9%              | 25%              | Geographic patterns of genome admixture in Latin American mestizos (Wang et al.)                                                              | 2008 |
| Medellín                    | 80                              | 63%            | 11%             | 26%              | Genetic make up and structure of Colombian populations by means of uniparental and biparental DNA markers (Rojas et al.)                      | 2010 |
| Medellín                    | 849                             | 60%            | 12%             | 28%              | Comparación de cuatro programas utilizados en la determinación de la composición genética ancestral de la población antioqueña (Duque et al.) | 2012 |
| Medellín                    | 20                              | 71%            | 6%              | 22%              | Social-group identity and population substructure in admixed populations in New Mexico and Latin America (Healy et al.)                       | 2017 |
| Manizales                   | 203                             | 59%            | 4%              | 37%              | Genetic make up and structure of Colombian populations by means of uniparental and biparental DNA markers (Rojas et al.)                      | 2010 |
| Armenia                     | 58                              | 57%            | 5%              | 38%              | Genetic make up and structure of Colombian populations by means of uniparental and biparental DNA markers (Rojas et al.)                      | 2010 |
| Peque (Antioquia)           | 20                              | 37%            | 5%              | 58%              | Geographic patterns of genome admixture in Latin American mestizos (Wang et al.)                                                              | 2008 |
| Peque (Antioquia)           | 163                             | 32%            | 6%              | 62%              | Genetic make up and structure of Colombian populations by means of uniparental and biparental DNA markers (Rojas et al.)                      | 2010 |
| Peque (Antioquia)           | 20                              | 38%            | 3%              | 59%              | Social-group identity and population substructure in admixed populations in New Mexico and Latin America (Healy et al.)                       | 2017 |

## Dialecto
El español o el castellano de la región paisa se caracteriza por el voseo, es decir, por el uso del «vos» (y sus propias conjugaciones) como segunda persona del singular, en lugar del «tú» o el «usted», y por la pronunciación intensa de la letra "s", que en la región se emite como una /s/ cóncava (apicoalveolar [s̺] que recuerda al sonido sh); además, se caracteriza  también por muchos colombianismos propios de la región. Para citar un caso de la fonética del acento paisa, cuando se hace una pregunta se termina la frase en tono bajo, muy contrario a como sucede por ejemplo en el español de la capital Bogotá, en donde las frases de pregunta finalizan en tono alto. Otra característica del dialecto paisa la introdujeron los arrieros, sobre todo en el folclor, en la circulación de leyendas, de narraciones orales y, sobre todo, en la trova, que también tiene su origen en España y que fue heredada por los arrieros, que terminaron transportando no solo cargas sino también palabras, imaginarios y poesía popular.
El uso constante de la expresión ¡pues!, el apócope dizque (supuestamente, considerado arcaísmo en España), o la frase ¡eh avemaría! son características del habla de la región.
El origen de este acento podría estar en las montañas de Aragón, Castilla o Navarra tal como afirman Juan Luis Mejía y otros estudiosos:

.... (El idioma español) nos viene a los paisas del encierro en las montañas, de los colonizadores vascos, catalanes y aragoneses, y de los largos trayectos que recorrieron los arrieros, loma arriba y loma abajo.......La incomunicación a la que se vio sometida esta región hizo que se conservara un castellano arcaico. Los investigadores que han estudiado a Tomás Carrasquilla, por ejemplo, se sorprenden de la cantidad de términos de la España medieval que se hablaban todavía en Antioquia y que usaba Carrasquilla en su lenguaje...........El hablante paisa en sus orígenes permaneció sin mucho intercambio con otras ramas lingüísticas del castellano, y seguramente nuestro acento es muy parecido a lo que debió ser el acento original de Castilla y Aragón....Juan Luis Mejía.

Para señalar como una primera característica del lenguaje que identifica a los nacidos en esta región, hay que remitirse a la zona de Aragón y Castilla, especialmente de la región montañosa que limita con el País Vasco, en la España de la época de conquista. De allí llegaron los españoles que asumieron el reto de poblar estas tierras montañosas......Las agrestes montañas llevaron a que las primeras comunidades fueran muy cerradas, muy endógenas, que provocaron la sensación de que el tiempo se les quedó como estancado.......Si se comparan los acentos de las personas del oriente antioqueño, que fueron las comunidades más cerradas, con la gente de las montañas de Aragón, el acento es casi el mismo, pero poniéndole la zeta..... Jota Villaza

Otras teorías sugieren una conexión del dialecto con el Ladino Judeoespañol:

El ladino no es una lengua muerta, como se nos enseñó a muchos en las academias. Hoy en día es hablado en las familias sefarditas de Israel y Turquía, y otros estudiosos opinan que el dialecto paisa (de los antioqueños, en Colombia) es la réplica más fiel del ladino en la actual América Latina, ya que precisamente muchas costumbres de los habitantes del Eje Cafetero y el Tolima tienen su origen en la cultura judía. He aquí algunos refranes que todavía se dicen, y con los que posiblemente estemos familiarizados: Ken a buen arvole se arima, buena solombra lo cubija; Ken anda, el Dio le manda (original del “ayúdate, que Yo te ayudaré”¿?). En la fin la verdad vensera. A kada marrano le llega la suya Shabbát. (A cada marrano le llega su Sábado) Mas vale un mal marido que mellar de nuevo amor. De tal padre, tal hijo, La madre haragana, la iya nekocherá. Ken dice la vedrá, piedre la amistá. Iya eres, madre serás, lo ke izites te arán. Ditcho de viejo, ditcho de ley.
J. Gutiérrez Aguirre (2010)

El autor favorito que da buenas pistas sobre el desarrollo del lenguaje paisa escrito es Tomás Carrasquilla, escritor costumbrista, que representa en sus obras las tradiciones y formas de hablar de la región de finales del siglo XIX y la primera mitad del siglo XX.
La geografía abrupta de la región, una de las más montañosas de Sudamérica y el mundo, cruzada por las cordilleras Central y Occidental de los Andes colombianos, contribuyó a crear una barrera de aislamiento natural que dio como resultado una sociedad rural conservadora que continuó hablando un castellano muy cercano al de los conquistadores del siglo XVI.
La inmigración procedente del País Vasco, España, durante el siglo XVII, que se ubicó en los territorios de la región, se aprecia como la que originó la fuerte pronunciación de la letra "s", en el acento de los locales. La moderna industrialización, los fenómenos masivos de la comunicación social, la incursión en tecnología globalizada y la rápida urbanización de la región, han hecho que el acento se adapte a las nuevas circunstancias, pero aun así conservando de todas maneras las características originales que le distinguen. Un caso particular en nuestros días es el acento de algunos habitantes de Medellín y del Bajo Cauca, los cuales son influenciados por dialectos costeños y 'chilapos', acentos de la costa atlántica y del norte de Antioquia respectivamente.

## Economía
La región fue esencialmente agrícola y minera. La dificultad para ejercer la agricultura en la alta montaña desarrolló entonces una economía que se tornó esencialmente comercial y minera, desarrollando así una cultura de caminantes, de arriería, que produjo una economía privada de monoproducción y exportación del oro, acompañada de una incipiente producción agrícola de subsistencia que nacía alrededor de pequeños poblados Todo esto produjo paralelamente una clase social financiera y sosteniblemente sólida, la cual radica en propiedades y fortunas democratizadas, tal como sucede con el GEA, o Grupo Empresarial Antioqueño, también conocido como El Sindicato Antioqueño, la cual es una propiedad repartida entre miles de personas. Debido a su estructura accionaria y financiera este grupo económico se constituye en el primer Keiretsu colombiano.
Hoy en día, gran parte de su economía se ha diversificado en industrias. Sus sólidas y numerosas empresas de producción y mercadeo constituyen uno de los más importantes núcleos económicos de Colombia, representado por el Sindicato Antioqueño y por la intensa actividad de producción del Eje Cafetero.
La región es una de las más montañosas de Suramérica, atravesada en su totalidad por las cordilleras andinas central y occidental y los valles de los ríos Cauca y Magdalena. Por tal razón a Medellín se le denomina "La Capital de la Montaña". El territorio posee muchos centros urbanos destacados. Cabe mencionar a Medellín, Pereira, Manizales, Armenia, Cartago, Bello, Caucasia, Envigado, Montenegro, Salento, Itagüí, Rionegro, La Tebaida, Chinchiná, Dosquebradas, Calarcá, Santa Rosa de Cabal, Líbano, entre otros.

## Gastronomía

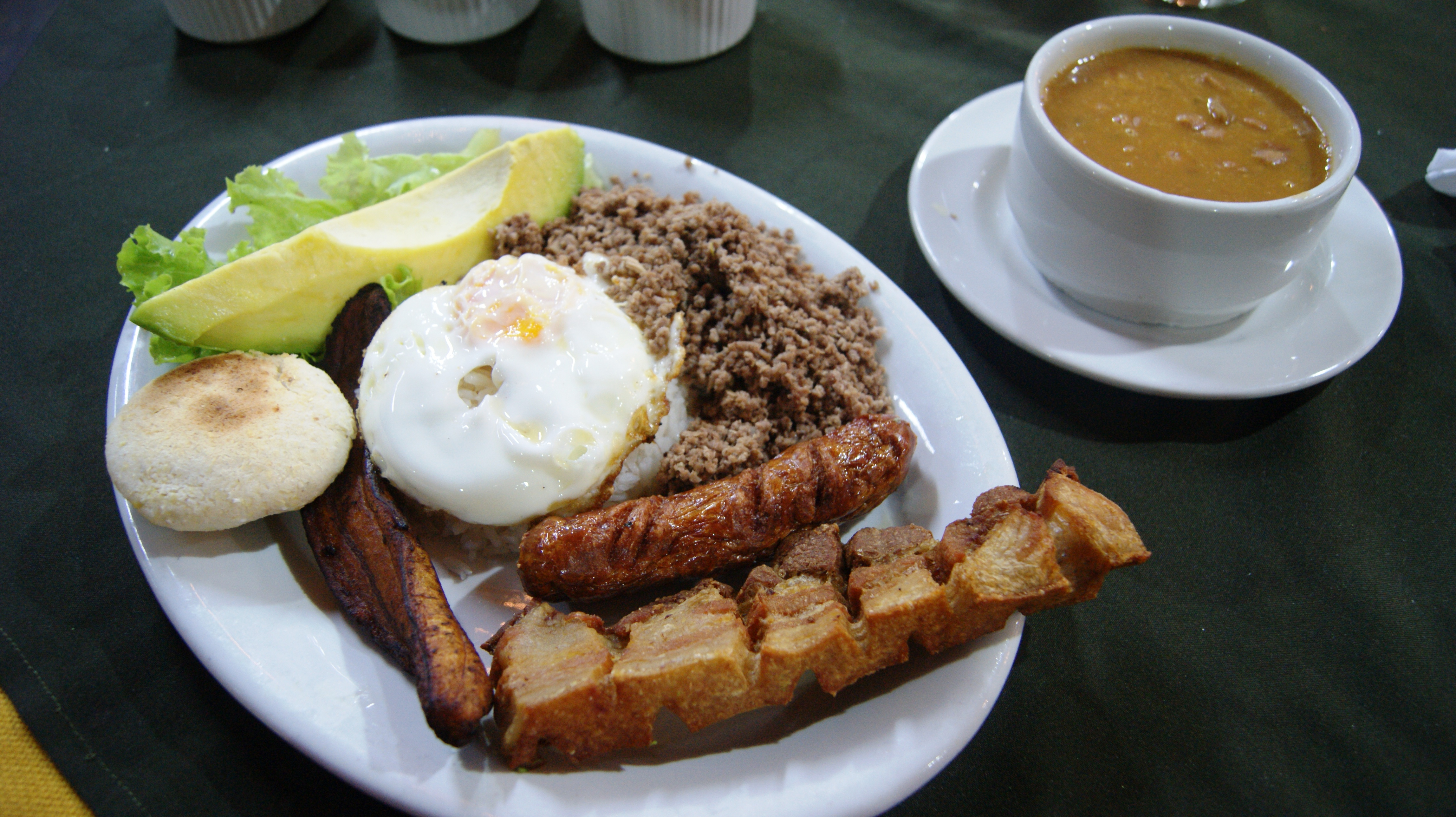
Bandeja paisa.

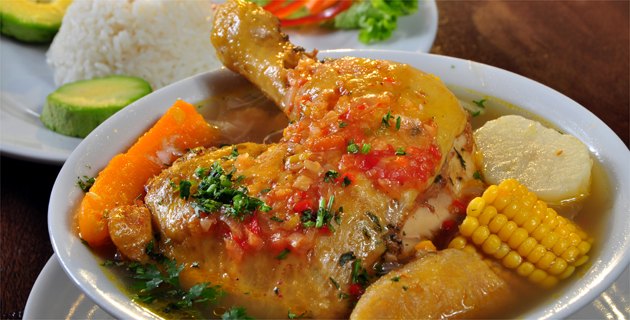
Sancocho.

Esta región de Colombia  es caracterizada por tener una variedad de alimentos y gastronomía propia de esta región. Uno de los platos que más significativos de esta zona es la bandeja paisa, plato que contiene fríjoles, arroz, huevo, plátano, arepa, chicharrón, aguacate, chorizo y carne molida, que suele acompañarse de mazamorra.
Hay otros platos como el: 
- el sancocho
- el mondongo y
- el calentado.[28]

## Arquitectura

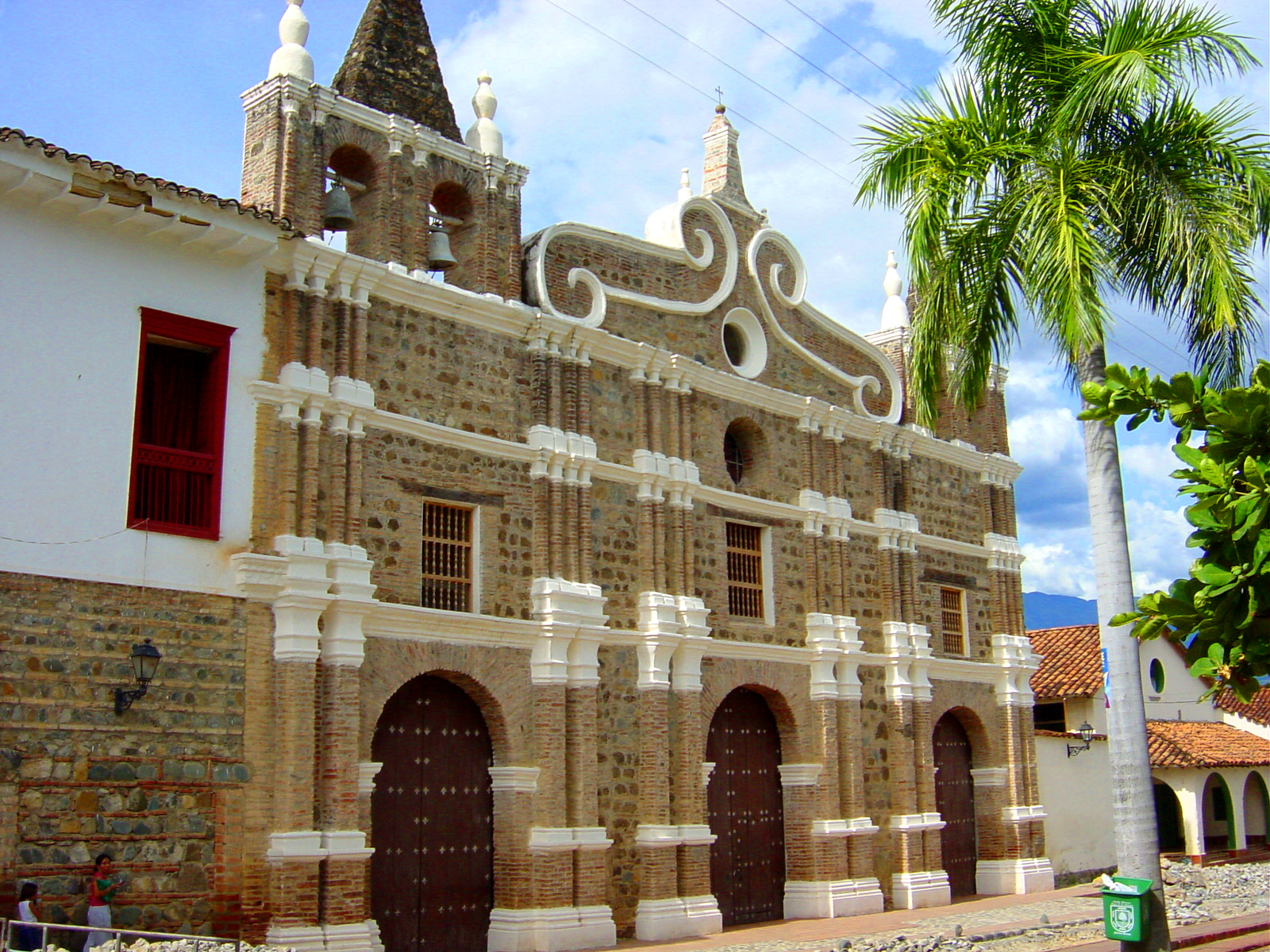
Iglesia de Santa Fe de Antioquia.

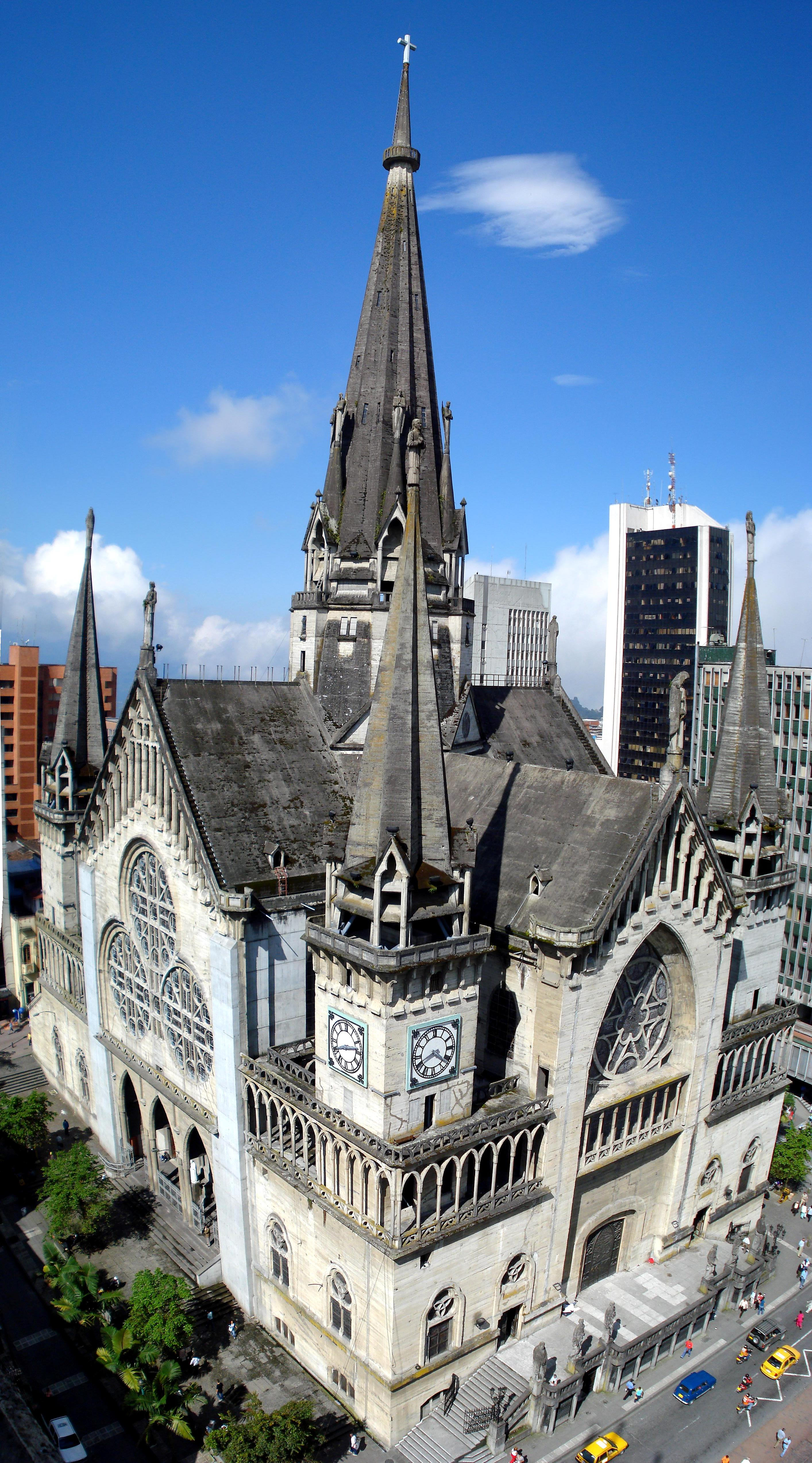
Catedral de Manizales.

Se dice de la manera según la cual se construyó la vivienda en la región de Colombia, especialmente desde la época colonial (siglo XVI) hasta bien entrado el siglo XX.

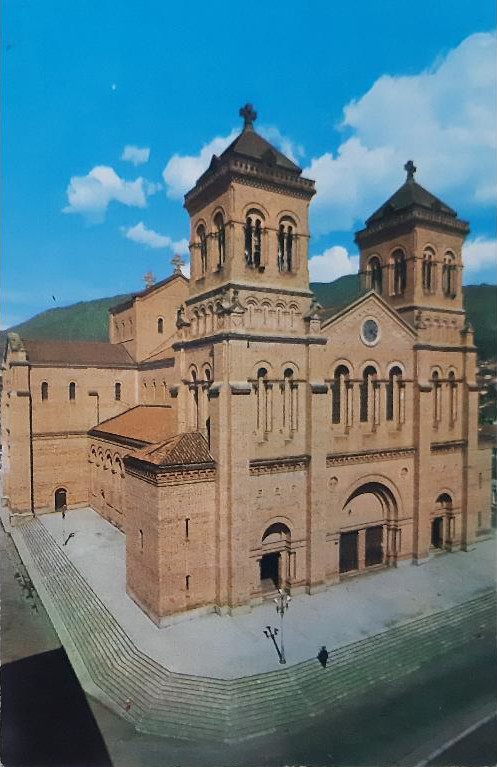
Catedral Basílica Metropolitana de la Inmaculada Concepción de Medellín.

Una arquitectura evidentemente criolla con un fuerte elemento hispánico procedente de la arquitectura colonial española, y expresada en el uso de materiales comunes en la vivienda prehispánica (ver bahareque).
La vivienda paisa tradicional es amplia, pensada siempre en función de familias numerosas. Tenía elementos característicos como el zaguán, el patio interior, grandes ventanales y tejar de barro cocido. El pueblo paisa sigue evidentemente la distribución española: al centro la Iglesia, que preside el parque principal y, alrededor del parque, el ayuntamiento o alcaldía. Las calles principales del pueblo parten del parque, normalmente alineadas (todas las calles conducen al parque).
El parque era un elemento importante en la vida del pueblo paisa, como lugar de encuentro y de las fiestas populares y religiosas. Han sido tradicionales además en muchos pueblos la corrida taurina, el bazar, las fiestas patronales y las arengas políticas. Los procesos de industrialización del país han afectado bastante la arquitectura y la distribución del pueblo o del barrio. Sin embargo, otros estudiosos piensan que ella se ha adaptado de alguna manera a las nuevas formas de la vida moderna.
Los pueblos paisas conservan todavía este tipo de arquitectura, que puede encontrarse al interior de las ciudades y barrios principales de la región: Barrio La América y La Floresta en Medellín, barrio los Agustinos y San José en Manizales centro de las ciudades de Bello, Envigado, Pereira, Armenia, Calarcá, Santa Fe de Antioquia, Circasia, Salento, Rionegro, Líbano y Chinchiná, entre muchos otros.
Como ejemplo, el barrio de los Agustinos, (1870), en Manizales es uno de los sitios que más conserva el apogeo de la arquitectura: en él se pueden ver el máximo uso y aprovechamiento del bahareque de guadua y de la adaptación del terreno. Sobre él anota Beatriz Helena Robledo: "La vivienda concebida como espacio urbano: elementos verticales, diagonales, balcones, aleros, disposición de vanos y llenos, intención de ritmo en las ventanas formando fachadas sencillas y ricas en elementos decorativos". Manizales es actualmente la ciudad que más conserva los rasgos modernos y antiguos de una ciudad paisa.